# Direktionsprinzip
Das Direktionsprinzip war vom 17. bis Mitte des 19. Jahrhunderts das beherrschende Organisationsprinzip im Bergbau in Kontinentaleuropa. Vorbilder für dieses bürokratische System der staatlichen Lenkung der Bergwerksbetriebe waren die Bergordnung von St. Annaberg aus dem Jahr 1509 und die Bergordnungen St. Joachimsthal aus den Jahren 1541 und 1548. In Frankreich wurde das Direktionsprinzip nicht angewendet, da das französische Bergrecht keine Bevormundung der Bergbaubetriebe durch die Bergbehörde vorsah. In den deutschen Staaten wurde das Direktionsprinzip in der Mitte des 19. Jahrhunderts zugunsten des Inspektionsprinzips aufgegeben.

## Grundlagen und Geschichte
Erste deutliche Anfänge des Direktionsprinzip gab es bereits im Freiberger Bergrecht des 14. Jahrhunderts und in den Harzer Ordnungen. Im späten Mittelalter hatte es bereits eine Wandlung bei der Gesellschaftsform der Bergwerke vom Eigenlöhnerbetrieb hin zur Gewerkschaftlichen Zeche gegeben. In Obersachsen war mit dem zweiten Berggeschrei und verschiedene Bergordnungen sowie anderen rechtlichen Regelungen zum Schneeberger Bergbau seit 1471 der Prozess mit Annaberger Bergordnung 1509, die zur Landesbergordnung Sachsens wurde, abgeschlossen und das Direktionsprinzip eingeführt. In anderen Regionen gab es hingegen keine größeren Bergwerke, sondern nur eine Vielzahl von kleinen und unbedeutenden gewerkschaftlichen Bergwerken. Anfang des 17. Jahrhunderts kam der Bergbau an vielen Orten in Mitteleuropa komplett zum Erliegen. Aufgrund dieses unentwickelten und hilflosen Zustandes, in dem sich der Bergbau zu dieser Zeit befand, wurde im Bergbau nach und nach das Direktionsprinzip eingeführt. Mit dem Direktionsprinzip verfolgte der Staat die Ziele, den Bergbau und die dazugehörige Industrie als Steuerquellen des Staates zu kontrollieren und zudem eine Erhöhung der Steuereinnahmen zu erzielen. Seit dem Dreißigjährigen Krieg wurde das Direktionsprinzip verstärkt angewendet und war ein Instrument der merkantilistischen Wirtschaftspolitik der Staaten. Durch neue Bergordnungen, die die Rechtsgrundlage für ein bürokratisches Bevormundungssystem lieferten, gewann der Staat immer mehr Einfluss auf die Bergwerke. Im Laufe der Jahre gingen viele ehemals gewerkschaftliche Zechen in Staatsbetriebe, sogenannte herrschaftliche Zechen, über.
Bis zum Jahr 1766 hatte sich das Direktionsprinzip im gesamten preußischen Zuständigkeitsbereich durchgesetzt. Dennoch gab es einige Bergreviere, in denen die Gewerken über ein halbes Jahrhundert lang Widerstand gegen die Umgestaltung des Bergbaus leisteten. Anfang des 19. Jahrhunderts wurde auch in den Revieren Essen, Werden und Rellinghausen unter Einsatz von Militär, trotz erbitterten Widerstandes der Bergbautreibenden, das Direktionsprinzip eingeführt. Durch das Direktionsprinzip wurde das gesamte Bergbauwesen einer strengen staatlichen Bewilligung, Kontrolle und Aufsicht unterstellt. Die ehemals gewerkschaftlichen Zechen wurden zwar formal als solche weitergeführt, durch den Eingriff des Staates wurden die Rechte der Gewerken aber massiv beschränkt. Die Bergwerksbesitzer wurden im Laufe der Jahre sämtlicher wirtschaftlicher und technischer Leitung enthoben und diese an die staatlichen Beamten übertragen. Das Direktionsprinzip wurde bis zur Mitte des 19. Jahrhunderts angewendet, indem die von der Bergbehörde dafür eingesetzten Bergbeamten nach einem einheitlichen Plan zugunsten der Gesamtwirtschaft die Entwicklung des Bergbaus förderten. Im Zuge der verstärkten Industrialisierung und der damit immer mehr erforderlichen schnellen und am Markt ausgerichteten Entscheidungen wurde das Direktionsprinzip zu schwerfällig. Nach mehreren Gesetzesänderungen und Erlass von neuen Gesetzen wurde das Direktionsprinzip am 21. Mai des Jahres 1860 förmlich aufgehoben und die Kompetenzen der Bergbehörde auf hoheitliche Aufgaben reduziert.

## Vor- und Nachteile des Direktionsprinzips

### Vorteile
Durch das Direktionsprinzip wurden die mittelalterlichen, teils die wirtschaftliche Entwicklung stark hemmenden, Vorschriften und Bräuche abgeschafft, veraltete Produktionstechniken verbessert und eine straffere, zielorientierte, dem gesamtwirtschaftlichen Nutzen verantwortliche Führung und leistungsfähige Kontrolle des gesamten Bergbaus eingeführt. Durch das Direktionsprinzip wurde eine Lenkung der vorhandenen oder notwendiger gemeinsamer Kapazitäten möglich (z. B. gemeinsame Wasserhaltungen für mehrere nebeneinander liegende Bergbaubetriebe) und die wirtschaftliche Entwicklung des Staates gefördert. Technische Entwicklungen und Neuerungen (zum Beispiel der Einsatz von Dampfmaschinen) konnten schneller umgesetzt werden, übergreifende wissenschaftliche Forschungen wurden teilweise erst ermöglicht. Das kurzfristige Gewinndenken der kleinen Bergbauunternehmer führte verstärkt zum Raubbau, was in verschiedenen Fällen nicht ausreichend verhindert wurde, konnte nun durch die staatliche Aufsicht und Lenkung teilweise behoben werden.

### Nachteile
Das Direktionsprinzip förderte einen zunehmenden Bürokratismus und eine übermäßige staatliche Einmischung auch in kleinste betriebswirtschaftliche und technische Fragen. Dies machte sich insbesondere dort bemerkbar, wo Bergwerke wuchsen und größere Kapitalmengen für den Tiefbau benötigt wurden. Die zunehmende Industrialisierung forderte somit rasche und marktorientierte Entscheidungen, die von der staatlichen Bürokratie nicht (mehr) im notwendigen Maß erbracht werden konnten. Dadurch wurde das Direktionsprinzip für die weitere volkswirtschaftliche Entwicklung zum Hemmnis und es musste entsprechend angepasst werden. Letztendlich wurde das Direktionsprinzip durch das Aufsichtsprinzip (Inspektionsprinzip) ersetzt.

## Auswirkungen

### Auf die Bergleute
Für die Bergleute gab es durch die Einführung des Direktionsprinzip schwerwiegende Änderungen bei der Arbeitszeit, der Bezahlung und der Disziplinierung. Einerseits hatten sie durch die staatliche Lenkung eine Art Staatsbeamtenstellung, denn der Staat sorgte durch die Reglementierung der Bergwerke für die Sicherstellung des Unterhalts der Bergleute. Anderseits wurde ihnen aber auch mehr abverlangt, indem die tägliche Arbeitszeit erhöht wurde und es teilweise zu Lohnsenkungen kam. Zudem wurden in verschiedenen Bergrevieren die in den Bergfreiheiten des 16. Jahrhunderts verankerten Rechte im Laufe der Jahre immer stärker eingeschränkt. Trotzdem gab es auch Bergbauregionen, in denen diese teilweise fortbestanden, wie z. B. in einem kleinen Teil des Königreichs Hannover, in dem die Bergleute auch weiterhin Privilegien wie z. B. eine Steuerbefreiung genossen. Hinzu kam, dass viele der im Bergbau Beschäftigten selbst noch um das Jahr 1800 in landwirtschaftliche Verhältnisse eingebunden waren. Durch das Ermöglichen der Schichtarbeit und der jährlichen Begrenzung des Einsatzes im Bergbau blieb den Bergleuten zudem Zeit für andere Tätigkeiten außerhalb des Bergbaus. Diese Arbeitsverhältnisse waren somit keine eindeutigen Lohnarbeitsverhältnisse. Um den Bergleuten den Wechsel zu einem Arbeitsplatz auf einem anderen Bergwerk zu erschweren, war der Arbeitsplatzwechsel nur möglich wenn er vom Bergamt genehmigt wurde.

### Auf die Bergbauunternehmer
Für die Unternehmer bedeutete dieses Prinzip, dass ihre Aufgabe im Wesentlichen darin bestand, wenn möglich Betriebsgewinne zu erwirtschaften. Aber selbst hier mischte sich der Staat ein, indem er die Ausbeute als Vorrat im Zehnten anlegte, um eine Rücklage für schlechte Zeiten zu haben. Der Einfluss des Staates ging soweit, dass es untersagt war, dass die Gewerken weder verwandt waren mit den auf ihrem Bergwerk arbeitenden Bergleuten oder Beamten, noch durften sie in einem Abhängigkeitsverhältnis zueinander stehen. Auf Verlangen der Bergbehörde waren die Bergwerksbesitzer verpflichtet, Zuschüsse zum Betriebskapital, die Zubußen, aus ihrem Privatvermögen zu zahlen. Des Weiteren mussten die Unternehmer an den Staat für die Dienstleistungen der Beamten immer höher werdende Abgaben wie z. B. das Quatembergeld zahlen. Viele Großgewerken verkauften daraufhin ihre Kuxe und investierten ihr Kapital in andere Geschäftsbereiche.

### Auf die Behörden
Durch das Direktionsprinzip wurden den Bergbehörden im Rahmen ihres Direktionsrechts eine Vielzahl von unternehmerischen Kompetenzen übertragen. Die Bergbehörden hatten nun nicht mehr nur die Aufgabe, die bergpolizeiliche Aufsicht auszuüben, sondern sie leiteten die privaten Bergwerke. Die Bergbehörde war befugt, den Absatz und auch die Preisbildung vorzuschreiben.  Die für diesen Bereich zuständigen Schichtmeister waren auch zuständig für die Auslöhnung der Bergleute. Der Schichtmeister wurde von der Bergbehörde an- oder abgelegt und von den zuständigen Berggeschworenen in seiner Arbeit kontrolliert. Zudem bestimmte die Bergbehörde, ob ein erwirtschafteter Überschuss an die Bergwerkseigentümer ausbezahlt wurde oder ob und wann diese eine Zubuße zahlen mussten. Des Weiteren war die Bergbehörde auch zuständig für die Festlegung der Arbeitslöhne und die An- und Ablegung der Steiger und Bergleute. Die Bergbehörden waren zuständig für die technische Entwicklung und die Ausweitung des Bergbaus. Für die Arbeitsorganisation waren die Steiger zuständig, sie organisierten auch den technischen Ablauf des Betriebes. Die für die Betriebsführung erforderlichen Betriebspläne wurden von den zuständigen Berggeschworenen unter Mitwirkung der Steiger entworfen. Letztendlich waren die Bergbehörden auch zuständig für die Sicherheit und Gesundheit der in den Bergwerken arbeitenden Bergleute. Diese übertrugen die Verantwortung auf die Steiger, die dann bei Unfällen der Bergleute zur Verantwortung gezogen wurden. Ebenfalls oblag den Bergbehörden die Disziplinierung der Bergleute bei von den Steigern gemeldeten Verstößen der Bergleute.